# Dani Salas
Daniel Salas Del Sar futbolísticamente conocido como Salas (Sevilla, Sevilla, España, 23 de febrero de 1998) es un exfutbolista. Jugaba como lateral derecho. 

## Clubes
| Club                  | País   | Año       |
| --------------------- | ------ | --------- |
| Sevilla C             | España | 2007-2008 |
| Sevilla Atlético      | España | 2008-2009 |
| Club Deportivo Alcalá | España | 2009      |
| SD Eibar              | España | 2009-2011 |
| San Roque de Lepe     | España | 2011      |
| Poli Ejido            | España | 2011-2012 |
| CD Mairena            | España | 2012-2013 |